# Lula, o filho do Brasil
Lula, o Filho do Brasil (en Español: Lula, el hijo de Brasil; Lula, el hijo del Brasil en Hispanoamérica) es una película brasilera dramática-biográfica de 2009 coescrita y dirigida por Fábio Barreto y protagonizada por Rui Ricardo Dias. Está basada en la vida del político, sindicalista y tres veces presidente de Brasil Luiz Inácio Lula da Silva, mejor conocido simplemente como Lula. El film, que es una coproducción con Argentina, fue considerado como la producción más cara del cine brasileño (más de R$ 17 millones) hasta ese momento, luego superada por la de la película Nosso Lar ("Nuestro hogar"), lanzada el mismo año.

## Reparto

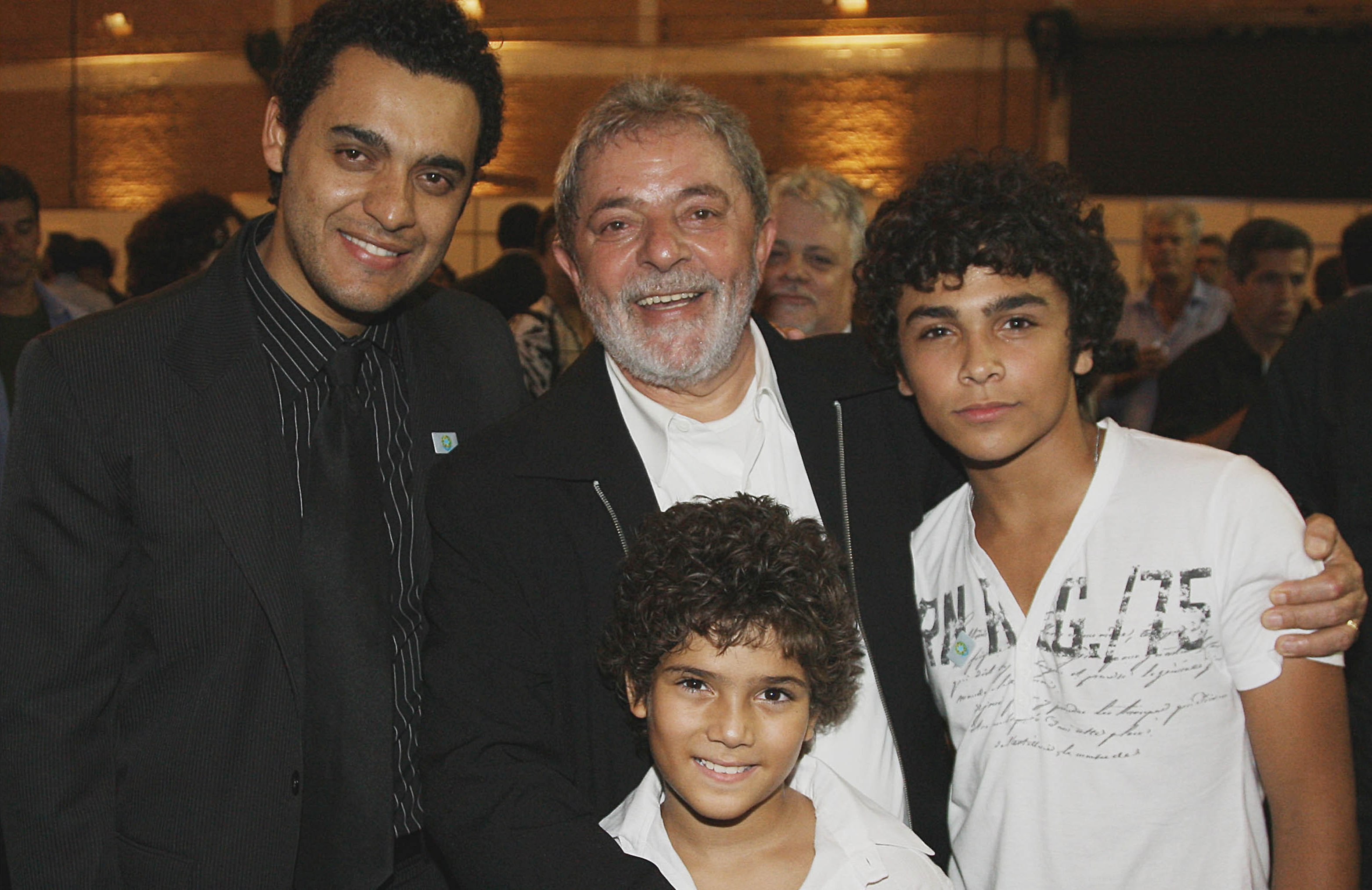
El Presidente Luiz Inácio Lula da Silva, com los actores Rui Ricardo Dias, Felipe Falanga y Guilherme "William" Tortolio en el preestreno del film, en la ciudad de São Bernardo do Campo.

- Rui Ricardo Dias - Luiz Inacio Lula da Silva
- William Tortólio - Lula (joven)
- Felipe Falanga - Lula (7 años)
- Glória Pires - Eurídice Ferreira de Melo (Dona Lindu)
- Lucélia Santos - Lula maestro
- Cléo Pires - María de Lourdes da Silva
- Vanessa Bizzarro - María de Lourdes (13 años)
- Juliana Baroni - Marisa Leticia Lula da Silva
- Milhem cortaz - Aristides Inácio da Silva
- Clayton Mariano - Lambari
- Luccas Papp - Lambari (15 años)
- Felipe Dantas - Ze Cuia (joven)
- Suzana Costa - partera
- Jones Melo - vendedor
- Antonio Pitanga - Sr. Christopher
- Celso Frateschi - D. Álvaro
- Marcos Cesana - Cláudio Feitosa
- Sóstenes Vidal - Ziza
- Antonio Saboia - Vava
- Eduardo Acaiabe - Geraldão
- Marat Descartes - Arnaldo
- Nei Piacentini - Dr. Miguel
- Matheus Braga - Luis Claudio
- Maicon Gouveia - Jaime
- Jonas Mello - Tosinho
- Fernando Alves Pinto - Periodista
- Rayana Carvalho - Dona Mocinha
- Mariah Teixeira - Marinete
- Fernanda Laranjeira - Tiana
- José Ramos - Conductor pau-de-arara